# Honda VFR 400
La série des Honda VFR 400 était une série de motos à moteur V4 de 399 cm3 de la marque japonaise Honda.

## Description
Cette série de motos était essentiellement des versions réduites des grands modèles de course VFR de l'époque. Elles ont été principalement développées et vendues sur le Japanese domestic market, en partie en raison des restrictions plus sévères imposées à l'époque sur le permis de conduire des motos de plus de 400 cm3 au Japon.
En dehors du Japon, la VFR 400 R (NC30) a été officiellement importée au Royaume-Uni pour quatre ans, mais avec un prix de 5 899 £ (similaire à celui des motos de 1 000 cm3 de l'époque et en fait plus que la Honda VFR 750 F), elle ne s'est pas bien vendue. Ce modèle a également été officiellement importé (en nombre très limité) et vendu en Autriche, en France et en Allemagne pendant quelques années.
Bien que produites principalement pour le marché intérieur japonais, les VFR 400 ont été populaires en tant qu'importations grises (en) sur d'autres marchés (notamment pour la NC30 au Royaume-Uni, et aussi à des fins de course aux États-Unis) dans le segment des « mini » Superbikes.

## Galerie

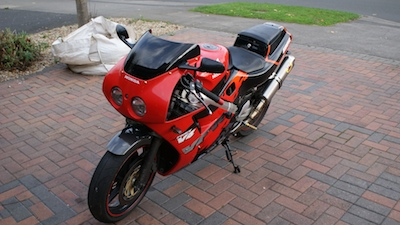
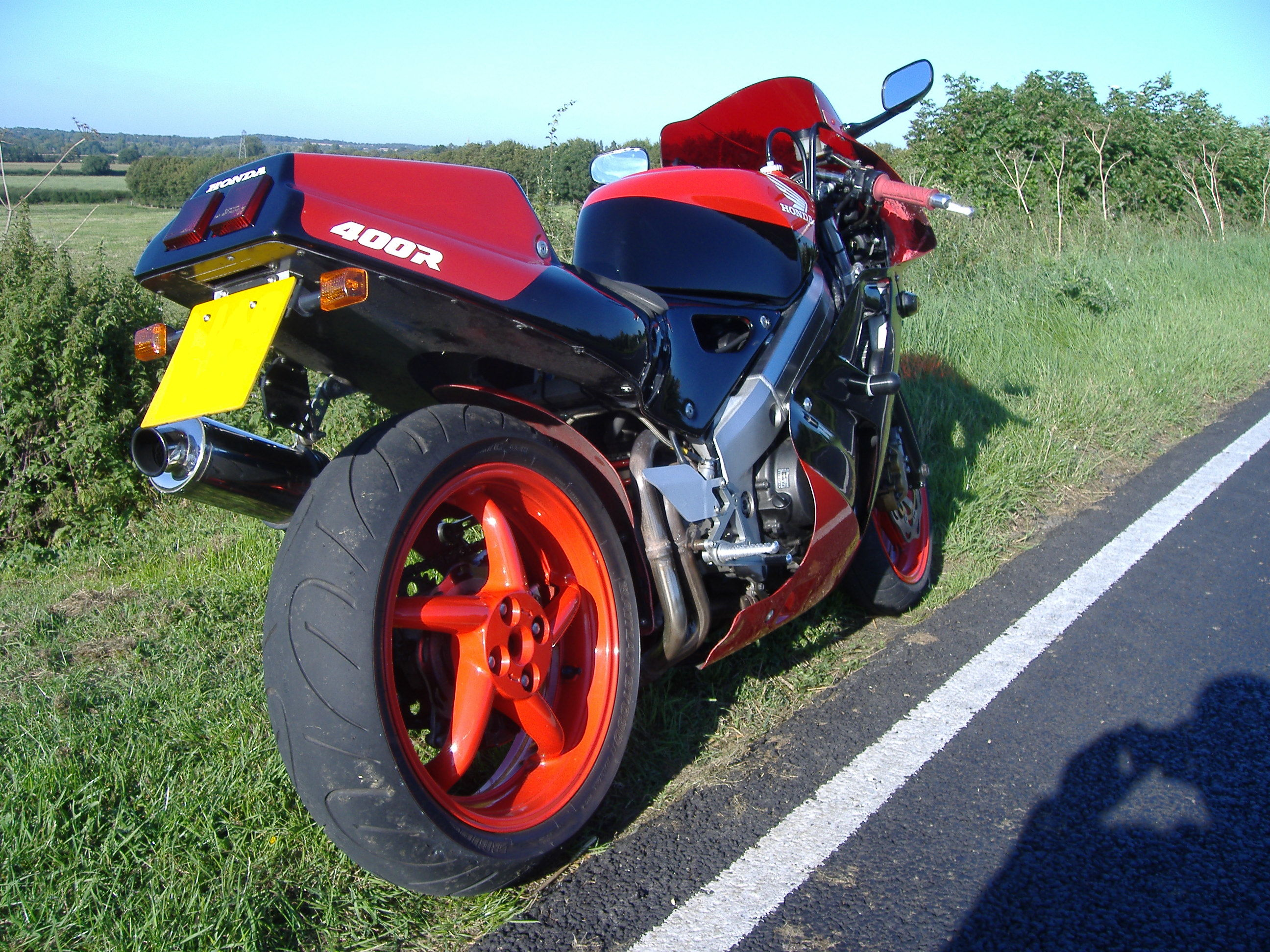
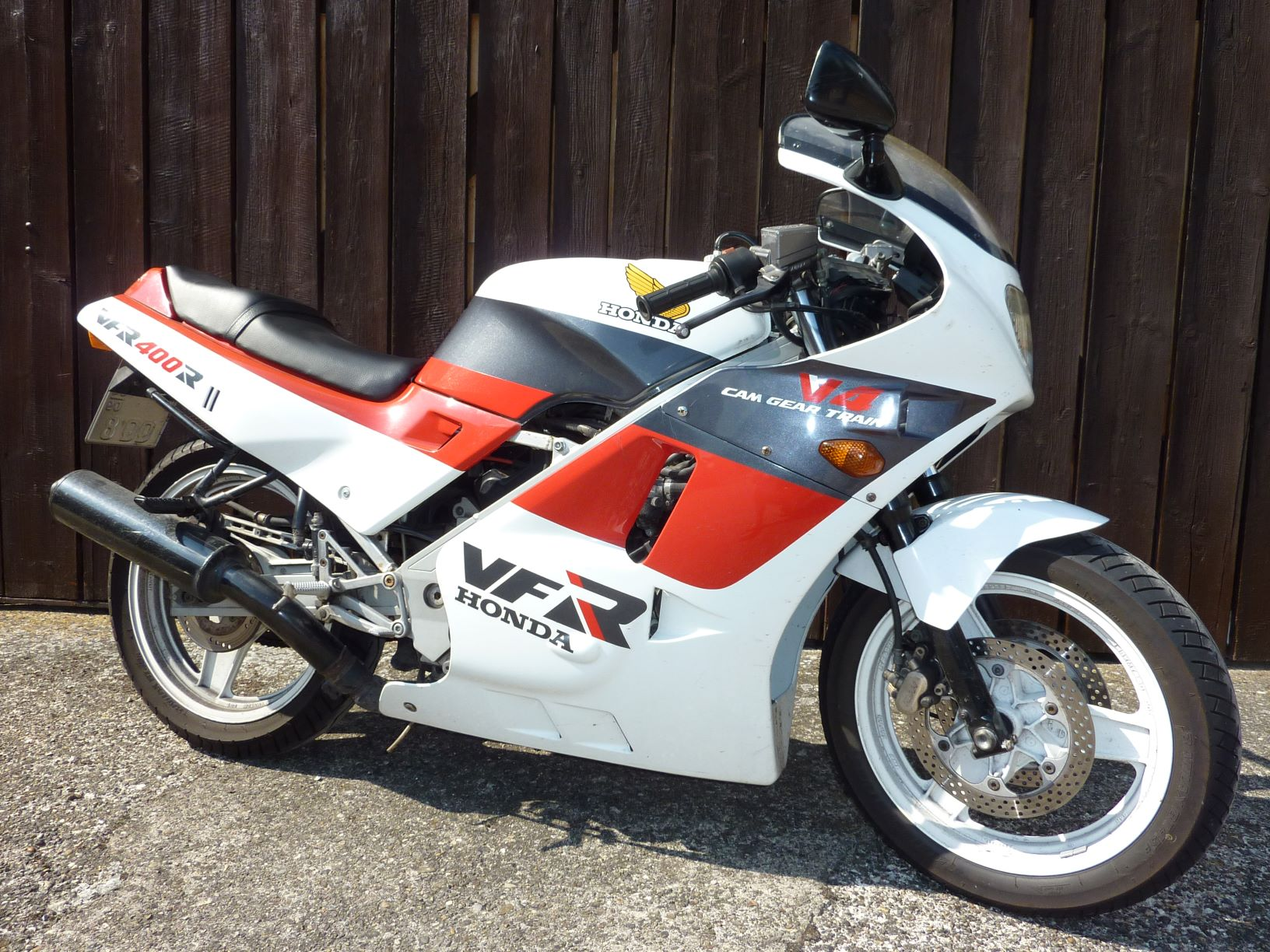
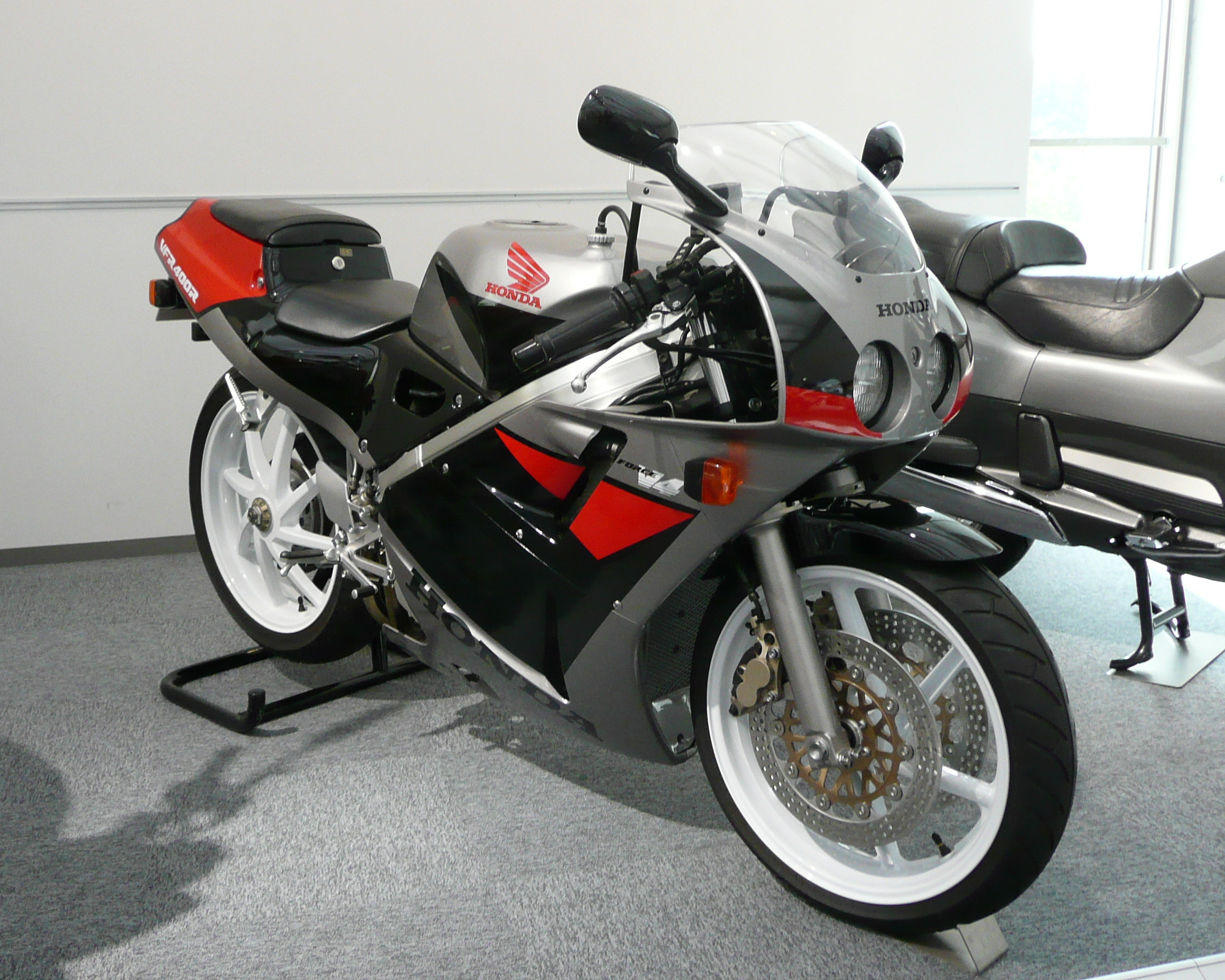